# Ripszám Henrik (1864–1939)

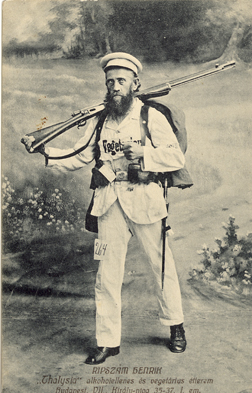
Ripszám Henrik 1913-ban, a hygiénikus kiállítás alkalmával rendezett nemzetközi katonai fölszerelés futóversenyen

Id. Ripszám Henrik (Németbóly, 1864. március 12. – Budapest, 1939. október 27.) magyar tájfutó és alkotóművész, kőművessegéd, ifj. Ripszám Henrik édesapja.

## Életpályája
Apja Lucas Riepsam (szül. 1833. október 18.), anyja Barbara Käßdorf (szül. 1834). Eredeti foglalkozása kőműves volt. Fiatal korától kezdve rendszeresen futott. 1911-ben részt vett a 100 km-es gyalogló versenyen katonai felszereléssel.
1908-ban megnyitotta Budapest, VII. Király utca 35-37. I. em. címen "Thalysia" nevű első alkoholmentes és vegetárius éttermet.
1925-ben így nyilatkozott:
„Negyvenötéves koromban, orvosi tanácsra, kezdtem sportolni. Azóta antialkoholista és vegetáriánus vagyok. Legszebb sikereimet Drezdában értem el 1913-ban, a hygiénikus kiállítás alkalmával rendezett nemzetközi katonai fölszerelés futóversenyben. 360 induló közül, 22 kilogrammos terheléssel, 30 kilométeren át, 82. lettem, de kondicióban (amelyet orvosok állapítottak meg) a 6. helyezést értem el.”
Még 61 évesen is részt vett az MTE színeiben 1925-ben, az első magyar terepfutó versenyen és a 7. helyen végzett 1 óra 7 perc 39 másodperces idővel.